# 쏙하목
쏙하목(Gebiidea)은 십각목에 속하는 갑각류 하목의 하나로 쏙 등을 포함하고 있다. 이전에는 쏙상과(Thalassinoidea) 또는 쏙하목(Thalassinidea)으로 분류하였으나 현재는 쏙하목(Gebiidea)과 가재아재비하목(Axiidea)의 2개 하목으로 분리하고 있다.

## 하위 분류
- 악시아나사과 (Axianassidae)
- 가재붙이과 (Laomediidae)
- 탈라시나과 (Thalassinidae)
- 쏙과 (Upogebiidae)